# Monrose (aktor)
Claude-Louis-Séraphin Barizain zwany Monrose (ur. 6 grudnia 1783, zm. 20 kwietnia 1843) – aktor francuski.
Po okresie gry w rozmaitych teatrach prowincjonalnych i ośmiu latach spędzonych we Włoszech, debiutował na scenie Komedii Francuskiej 26 sierpnia 1814 roku. Przyjęty w poczet członków 1 kwietnia 1817 roku, zrezygnował 7 stycznia 1843. Jego emploi były role służących. Henri Lyonnet napisał o nimː Naturalność, energia, wrażliwość, te były zalety Monrose'a, któremu można było tylko czasem zarzucić tendencję do szarżowania.

## Kariera sceniczna
| Rok  | Sztuka                 | Autor             |
| ---- | ---------------------- | ----------------- |
| 1823 | L'École des vieillards | Casimir Delavigne |
| 1826 | Césarine               | Fernand Langlé    |
| 1831 | La Reine d'Espagne     | Henri de Latouche |